# Igreja de São Vicente de Fora
A Igreja e Mosteiro de São Vicente de Fora, localiza-se no bairro histórico de São Vicente (Lisboa), na cidade e Distrito de Lisboa, em Portugal.

## História
Remonta a uma igreja, principiada em 1582 no local onde D. Afonso Henriques havia mandado construir um primitivo templo também sob a invocação de São Vicente. Esse santo foi proclamado padroeiro de Lisboa em 1173, quando as suas relíquias foram transferidas do Algarve para uma Igreja fora das muralhas da cidade.
A construção só se inicia em 1590 pela mão do arquiteto e engenheiro Filippo Terzi (1520–1597) segundo um desenho do arquitecto espanhol Juan de Herrera (1530–1597). Outra figura de destaque na obra de São Vicente de Fora é, sem dúvida, o arquitecto português Baltasar Álvares. Este último leva consigo uma aprendizagem erudita do Maneirismo romano adquirida através de seu tio arquiteto e engenheiro português Afonso Álvares (15??-1580). Nasce assim um novo estilo arquitetónico em Portugal que viria a servir como modelo nas seguintes construções religiosas. A obra foi concluída em 1627.
A igreja de São Vicente de Fora, localizada na zona de São Vicente (Lisboa), uma zona que identifica o contexto da envolvente medieval da cidade de Lisboa no século XVI.
É um exemplo do Maneirismo em Portugal. É possível identificar nesta igreja a presença dos estilo Góticos e Barroco. Devido à forte presença militar e religiosa a arquitetura portuguesa, em certa medida terá sido censurada, mantendo os princípios de estilos anteriores.
É considerada a grande obra arquitetónica da Dinastia Filipina e serviu como modelo nas seguintes construções religiosas. Foi mandada construir fora das muralhas, e por esse motivo surge o nome de São Vicente de Fora.
A igreja e o mosteiro contam com um notável recheio artístico do século XVII, época de D. Pedro II e de D. João V, reconhecido por um período que foi rico para as artes. Contém peças de azulejaria barroca com mais de 100 mil azulejos do período barroco, fábulas de La Fontaine e algumas pinturas de renome desde Seculo XVII até finais do seculo XVIII.
A 4 de Dezembro de 1720, João Frederico Ludovice foi nomeado como "Mestre Arquitecto das Obras do Real Mosteiro de São Vicente de Fora", sucedendo ao arquitecto Luís Nunes Tinoco:
"(…) D. João por graça de Deus, (…) faço saber aos que esta minha carta virem que eu hey por bem fazer mercê a João Frederico Ludovice da propriedade do ofício de Mestre Architecto das Obras do Real Mosteiro de São Vicente de Fora para o servir assim e da maneira que o servirão seus antecessores…" (ANTT)
É de autoria deste profissional o imponente altar barroco, encomendado por D. João V de Portugal, que ocupa o centro da Capela-mor. Colocado sob o baldaquino, assenta em quatro potentes colunas. Sobre altos plintos destacam-se oito imagens monumentais, de madeira pintada de branco, ao gosto italianizante da Escola de Mafra Ludoviciana, representando São Vicente de Fora e São Sebastião, tendo sido executadas por Manuel Vieira, a quem se devem ainda as belas esculturas de anjos, colocadas sobre as portas de acesso ao côro dos cónegos.
Desde o início de Agosto de 2008 até 22 de Janeiro de 2011 a igreja encontrou-se fechada ao público por falta de condições de segurança, devido a consideráveis quedas de estuque e argamassa no seu interior, alguns pesando mais de um quilograma, a cair de uma altura de cerca de vinte metros.
As obras de restauro da Igreja, destruíram estuques pintados nos tectos. Parte da operação foi autorizada por técnicos ao serviço do Estado, que entenderam que não se justificava refazer os estuques, uma vez que eles não eram originais da época de construção do templo (século XVII), mas houve áreas deste monumento nacional onde a Direcção Regional de Cultura de Lisboa e Vale do Tejo, que acompanhou os trabalhos, assegura não ter autorizado qualquer remoção de estuques.[carece de fontes?]

## Características

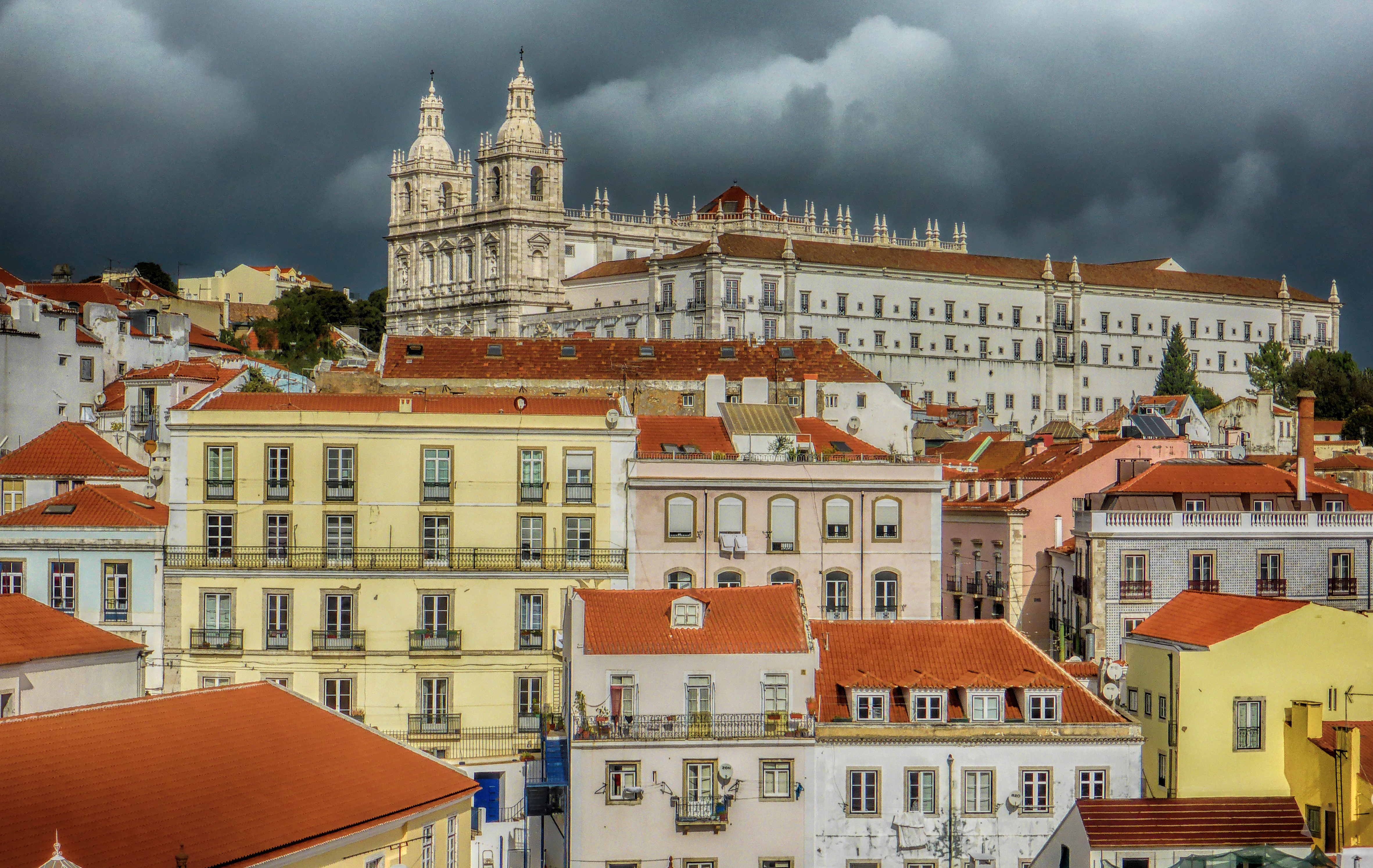
A Igreja vista do Miradouro das Portas do Sol.

Apresenta planta retangular com uma fachada de tipo italiano, sóbria e simétrica, com uma torre de cada lado e as estátuas dos santos Agostinho, Sebastião e Vicente sobre a entrada.
A imponente fachada pintada de branco divide-se no sentido horizontal em três partes. O edifício ergue-se diante um largo espaçoso e desafogado, o Largo de São Vicente, contém uma ampla escadaria bem lançada, mas simples. O adro vê nascer o primeiro entablamento, assentando a sua arquitrave, friso e cornija sobre os capitéis de dez altas colunas de ordem dórica. Nos três intercolúnios centrais abrem-se os três portões, simples, de volta inteira, sobrepujados de três nichos coroados de áticas. Nos três nichos estão Santo Agostinho, ao centro, São Sebastião à direita e São Vicente à esquerda. Nos intercolúnios laterais, em linha aos outros, há dois nichos onde estão São Domingos de Gusmão à direita e Santo António à esquerda. O segundo entablamento da fachada apresenta nas prumadas dois nichos, na direita vê-se São Norberto e São Bruno na esquerda. Ao centro três elevadas janelas majestosas e harmónicas no conjunto. Na terceira parte da fachada é constituída por dois torreões que se erguem em colunas vistosas, abertos de ventanas, ornados de platibanda. Do meio deles emergem duas cúpulas. Uma platibanda de trinta e três metros, adornada de enfeites, une os dois torreões sobre o corpo central. Em 1755, desmoronou-se o seu grande zimbório, peça que aumentaria a beleza simétrica da composição.
No interior, destacam-se:
- um baldaquino em estilo barroco de autoria de Machado de Castro, por cima do altar, flanqueado por estátuas de madeira em tamanho natural.
- um órgão histórico construído em 1765 pelo organeiro João Fontanes de Maqueira.Trata-se de um dos melhores e maiores exemplares da organaria portuguesa do século XVIII.
- um transepto, largo e de admirável sentido arquitetónico, ainda que um pouco frio de linhas, é limitado em volta por uma ordem de seis pilastras, idênticas às da nave. Sobre ele assentava o grande zimbório, que ruiu no terramoto de 1755. Hoje em dia, uma clarabóia em rotunda, de madeira, rasgada por oito janelas retangulares, disfarça de certo modo essa ausência.[5]

O antigo mosteiro agostiniano adjacente, com acesso pela nave, conserva a sua cisterna do século XVI e vestígios do antigo claustro. Destaca-se ainda pelos seus paineis de azulejos do século XVIII: à entrada, junto ao primeiro claustro, estão representadas cenas do ataques de D. Afonso Henriques a Lisboa e Santarém da autoria de Manuel dos Santos. Em volta dos claustros, painéis de azulejos com cenas rurais, rodeados por desenhos florais e querubins, ilustram as fábulas de La Fontaine.

## Panteões

Nas dependências da Igreja estão localizado o Panteão Real dos Braganças e o Panteão dos Patriarcas de Lisboa.

## Órgão histórico
O órgão de São Vicente de Fora terá sido construído, ou reconstruído em 1765 pelo organeiro João Fontanes de Maqueira e restaurado por Cláudio Rainolter e Christine Vetter em 1994, sob a égide da Lisboa 94, Capital Europeia da Cultura, sob a supervisão do organista Joaquim Simões da Hora.
As primeiras gravações foram efectuadas, ainda em LP, pelos organistas Pierre Cochereau (1965), Francis Chapelet (1966) e Geraint Jones (1966). Actualmente foram gravados os seguintes discos em formato CD:
- Jesús Martín Moro (órgão), (1998), Tientos y Glosas en Iberia, Ensemble Gilles Binchois, Dominique Vellard, Tempéraments, Radio France, Toulouse les Orgues.

- Joaquim Simões da Hora (órgão), (2002), Joaquim Simões da Hora: In Memoriam. São Vicente de Fora, 18.XII.1994, Portugaler.

- João Vaz (órgão), (2014), Historic Organ (1765) São Vicente de Fora, Lisbon, IFO Classics.

- José Luiz González Uriol (órgão), (2015), José Luiz González Uriol in Lisbon: Iberian Organ, Arkhé Artway.

- Joaquim Simões da Hora (órgão), (2016), Joaquim Simões da Hora: In Concert, Portugaler.

## Pátio das Laranjeiras
Saindo da igreja descemos a escadaria. Do lado esquerdo temos a entrada do portal para o mosteiro e encontramos o Pátio das Laranjeiras, um átrio aberto que nos permite ter acesso ao mosteiro-museu. Aqui um sentimento de repouso é conjugado com o ritmo do cantar da água da fonte juntamente com o cheiro dos caramanchões e a frescura da sua sombra. O alçado do mosteiro é marcado por uma luminosidade que resulta de estar virado a poente. Neste piso encontra-se a recepção e a cafetaria.
Há passagem por um túnel que leva nos até uma cisterna medieval do século XII, situada no claustro poente, seguindo por um passadiço metálico onde serão visíveis mais vestígios medievais, mais a frente existe a segunda cisterna esta mais recente precisamente do reinado de D. Filipe III.
Na entrada para o mosteiro, entre os claustros encontra-se a sacristia, a sua entrada é decorada com um portal maneirista com decorações com as armas reais, no seu interior iremos encontrar revestimentos de mármore policromo e mobiliário em madeira, no teto encontra-se decorado com pintura do século XVIII, no pavimento à existência de túmulos antropomórficos do século XII (cavaleiros de D. Afonso Henriques), estão também presentes os túmulos de D. Carlos e Dom Luís Filipe, pelo claustro nascente temos acesso ao piso superior onde se encontra a capela de Santo António.
A cobertura é toda ela composta por um ritmo de pináculos que remetem para o sentido do sagrado, onde nestes espaços da igreja temos uma vista deslumbrante sobre Lisboa ribeirinha.